# Hoàng Trình Thanh
Trình Thanh (1411-1463) là đại thần nhà Lê sơ trong lịch sử Việt Nam.

## Thân thế
Trình Thanh tên tự là Trực Khanh, vốn mang họ Hoàng. Ông còn có hiệu là Trúc Khê tiên sinh. Ông người làng Huyền Khê, xã Trung Thanh Oai, phủ Ứng Thiên; nay là thôn Đa Sĩ, phường Kiến Hưng, quận Hà Đông, thành phố Hà Nội. Thân phụ là người họ Hoàng từng mở trường dạy học.

## Sự nghiệp
Năm 20 tuổi (1431), ông đỗ khoa Hoành từ. Tài văn học của ông được Lê Thái Tổ biết đến và được vào làm Ngự tiền học sinh.
Năm 1434 đời Lê Thái Tông ông được thăng làm Cục trưởng cục Ngự tiền học sinh. Năm 1443 đời Lê Nhân Tông ông được phong làm Thị độc Viện hàn lâm, coi cục Ngự tiền học sinh.
Năm 1459, ông làm Phó sứ sang nhà Minh cống và giải quyết việc mò hạt châu. Năm 1462 đời Lê Thánh Tông, Trình Thanh được thăng làm Lang trung ở Hữu ty tòa môn hạ, trông coi sổ sách quân dân đạo Hải Tây.
Khi Lê Thánh Tông cầu lời nói thẳng, ông dâng sớ 7 điều kiến nghị như sau:
1. Thuận khí âm khí dương để điều hòa khí đến
2. Phải thân ra tòa Kinh diên để tôn sùng chính học
3. Chọn người nối dõi để vững căn bản của nước
4. Tiết kiệm của cải để đủ tiêu dùng
5. Thận trọng với chức Thú mục để ký thác việc nuôi dân
6. Thường rèn tập quân sĩ để việc võ bị nghiêm túc
7. Đặt đồn điền để lương thực biên trấn được nhiều

Vua Lê Thánh Tông chấp thuận cả bảy kiến nghị của ông.
Đầu năm 1463, ông qua đời, thọ 53 tuổi.
Vua Lê Thánh Tông vô cùng thương tiếc, phong tặng ông là Tham chính Thái bảo Triều liệt đại phu, để ghi công lao của một vị quan đại thần trải 4 triều vua, với một đời hết mình vì dân vì nước. Triều đình đã tổ chức lễ tang ông long trọng tại quê nhà, đại thần Lê Hoàng Dục cùng với 50 vị quan đầu triều đã về làm lễ tang. 
Triều đình và nhân dân ai cũng kính trọng, suy tôn là bậc “Nho lâm kỳ thụ-Cây cổ thụ trong rừng nho”, Nho thần sự nghiệp độc công cao”…
Ông có nhiều công lao to lớn với dân với nước, không những được sử sách lưu danh, mà còn được nhiều nơi lập đền thờ, trong đó có đình Chi Nội và đình Tư Vi, thôn Tư Chi, xã Tân Chi, huyện Tiên Du, tỉnh Bắc Ninh thờ làm Thành Hoàng.

## Di tích
Hiện vẫn còn mộ của ông tại phường Phú La, quận Hà đông, TP Hà nội. Tại phường Kiến Hưng quận Hà đông có trường mầm non mang tên danh nhân Hoàng Trình Thanh.
Từ chỉ Đống Dấm là nơi chôn nhau cắt rốn, nơi đã nuôi dưỡng Tiến sĩ Hoàng Trình Thanh trưởng thành thành đạt, hiện còn lăng thờ và tấm bia ghi sự tích lập vào đời Gia Long thứ 14 (1815), nhà thờ tiến sĩ Hoàng Trình Thanh ở giữa làng Đa Sỹ, xây dựng từ đời Nguyễn đã bị giặc Pháp tàn phá và đã được con cháu dựng lại từ 1952, phần mộ tiến sĩ Hoàng Trình Thanh, trạng nguyên Hoàng Nghĩa Phú, Hoàng Giáp, Hoàng Du, được con cháu giữ gìn truyền đời từ thuở các vị quy tiên. Tất cả đều là di tích cổ truyền, tuy nhiên theo thời gian cũng đã bị xuống cấp nay lại đang trong thời kỳ đô thị hóa nên đang bị đe dọa nghiêm trọng.

## Dòng họ
Ông được coi là ông Tổ khai khoa họ Hoàng ba chi của làng Đa Sỹ. Sau này con cháu ông kế tục truyền thống khoa cử, có nhiều người đỗ đạt. Họ nhà ông là một họ có tiếng ở kinh thành Thăng Long.
Cháu ông là Hoàng Thiên đỗ Tiến sĩ năm 1526 và làm đến chức Ngự sử. Chắt ông là Hoàng Du đỗ Hoàng giáp đời Mạc Thái Tông, làm đến chức Tả thị lang bộ Lại.
Cháu họ ông là Hoàng Khắc Minh cũng đỗ tiến sĩ thời Lê Thánh Tông năm 1484 và làm đến chức Thượng thư bộ Lễ. Con Khắc Minh là Hoàng Nghĩa Phú đỗ trạng nguyên năm 1511, làm tới chức Đô ngự sử. Cháu Khắc Minh là Hoàng Tế Mỹ đỗ tiến sĩ năm 1538 đời Mạc Thái Tông, làm đến chức Chính thừa sử.

## Nhận định
Sử gia Phan Huy Chú nhận định về ông như sau:
Ông là người trung hậu, thẳng thắn, trong sạch, làm quan trong 3 kỷ (mỗi kỷ là 12 năm), các sĩ phu đều suy tôn.
Lương Như Hộc có bài tán dương ông, trong đó có câu:
Lúc trẻ được Thái Tổ biết đến, lúc lớn được Thánh Tông tin dùng, tư cách con người và việc làm đều đầy đủ. Làm con thì hiếu, làm tôi thì trung. Trải thờ 4 triều, trước sau một tiết